# Habibullah Khan Hoveida
Mirza Habibullah Khan Hoveida (fl. 1890 in Schiras – 1935) war ein persischer Diplomat.
Unter den Kadscharen durfte er den Titel Ein-ol-Molk (persisch حبیب‌الله عین‌الملک Habibullah Ein-ol-Molk) führen.
Er war der Sohn von Aqa Reza Qannad Shirazi.
Er war der Vater von Amir Abbas Hoveyda (1965 bis 1977 iranischer Premierminister unter Mohammad Reza Pahlavi) sowie von Fereydoun Hoveyda.

## Werdegang
Zur Zeit des Osmanischen Reiches lernte er T. E. Lawrence kennen. 1921  erhielt er Exequatur als Persischer Generalkonsul in Damaskus mit Amtsbereich Völkerbundsmandat für Palästina.
Am 15. Dezember 1929 ernannte ihn Reza Schah Pahlavi zu seinem Gesandten bei Abd al-Aziz ibn Saud.
Er war ein Protagonist des Bahaitum.